# Barone Ashcombe
Il Barone Ashcombe, di Dorking nella contea di Surrey e di Bodiam Castle nella contea di Sussex, è un titolo della parìa del Regno Unito.
Fu creato nel 1892 per il politico conservatore George Cubitt, figlio dell'architetto Thomas Cubitt, che fu continuamente eletto alle elezioni per un periodo di oltre 32 anni. A Lord Ashcombe successe suo figlio, il secondo barone, anch'egli deputato conservatore ed anche lord luogotenente del Surrey.
Al 2017, il titolo è detenuto da un suo parente, il quinto barone, che è succeduto al suo procugino nel 2013.
L'onorevole Rosalind Cubitt, figlia del terzo barone, era la madre di Camilla, regina consorte del Regno Unito.
Bodiam Castle nell'East Sussex fu acquistato dal primo barone nel 1874 e posseduto fino alla vendita fiduciaria nel 1916. La sede della famiglia fu poi a Denbies House fino alla sua demolizione negli anni cinquanta. Il precedente Lord Ashcombe, Henry, risiedeva a Sudeley Castle nel Gloucestershire, che è ancora posseduto dalla sua vedova.
L'attuale Lord Ashcombe vive in una residenza privata.

## Baroni Ashcombe (1892)
- George Cubitt, I barone Ashcombe (1828–1917)
- Henry Cubitt, II barone Ashcombe (1867–1947)
- Roland Cubitt, III barone Ashcombe (1899–1962)
- Henry Cubitt, IV barone Ashcombe (1924–2013)
- Mark Cubitt, V barone Ashcombe (nato nel 1964)

L'erede apparente è il figlio dell'attuale detentore, l'onorevole Richard Robin Alexander Cubitt (nato nel 1995).